# Kieran Bew
Kieran Bew, född 18 augusti 1980 i Hartlepool, är en brittisk skådespelare.
Bew har bland annat medverkat i TV-serierna Warrior och Da Vinci's Demons. Han har även medverkat i filmen AVP: Alien vs. Predator.

## Filmografi (i urval)
- 2004 – AVP: Alien vs. Predator
- 2014–2015 – Da Vinci's Demons (TV-serie)
- 2017 – Rellik (TV-serie)
- 2017–2020 – Ord mot ord (TV-serie)
- 2019–2023 – Warrior (TV-serie)